# Onosma baldshuanicum
Onosma baldshuanicum är en strävbladig växtart som beskrevs av Vladimir Ippolitovich Lipsky. Onosma baldshuanicum ingår i släktet Onosma och familjen strävbladiga växter. Inga underarter finns listade i Catalogue of Life.